# Jessica Torny
Jessica Torny (Vriezenveen, 30 september 1980) is een Nederlands voetbaltrainster en voormalig voetbalster. Als speelster kwam ze onder meer uit voor FFC Heike Rheine, Fortuna Wormerveer, FC Twente, Willem II en het Nederlands elftal. Na drie jaar als trainster van het vrouwenelftal van sc Heerenveen, werd Torny in 2015 aangesteld als bondscoach van het Nederlands vrouwenvoetbalelftal onder 19. Tussen 2021 en 2022 was zij assistent bij het Nederlands vrouwenvoetbalelftal. In december 2022 werd zij aangesteld als hoofdtrainer van Feyenoord.

## Carrière

### Spelerscarrière
Torny kwam op jonge leeftijd al uit in de Duitse Bundesliga voor vrouwen. Ze speelde jaren bij de club FFC Heike Rheine. In de zomer van 2007 ruilde zij haar toenmalige club Fortuna Wormerveer in voor FC Twente om mee te doen aan de nieuw opgerichte Eredivisie voor vrouwen. Het Twentse avontuur werd niet wat Torny ervan verwacht had en beide partijen besloten dan ook om na een seizoen alweer uit elkaar te gaan. Haar nieuwe club werd Willem II. Op 24 mei 2008 won ze nog wel de KNVB Beker met FC Twente. Na een jaar bij Willem II besloot ze te stoppen met voetbal.

### Trainerscarrière
Ze trainde van 2012 tot 2015 het vrouwenelftal van sc Heerenveen. In de zomer van 2015 werd Torny door de KNVB aangesteld als bondscoach van het Nederlands vrouwenelftal onder 19. Na de Olympische Zomerspelen van 2020 werd zij assistent-bondscoach onder Mark Parsons bij het Nederlands vrouwenvoetbalelftal. Parsons werd ontslagen nadat Nederland op het EK 2022 in de kwartfinales uitgeschakeld werd, maar Torny bleef assistent met Andries Jonker als bondscoach. In augustus 2022 haalde Torny met het Nederlands voetbalelftal onder 19 jaar als hoofdcoach de halve finale op het Wereldkampioenschap. In december 2022 werd zij aangesteld als hoofdtrainer van Feyenoord, als vervanger van Danny Mulder..

## Statistieken
| Seizoen | Club               | Land      | Competitie  | Wedstrijden | Doelpunten |
| ------- | ------------------ | --------- | ----------- | ----------- | ---------- |
| 2000/01 | FFC Heike Rheine   | Duitsland | Bundesliga  | ?           | ?          |
| 2001/02 | FFC Heike Rheine   | Duitsland | Bundesliga  | ?           | ?          |
| 2002/03 | FFC Heike Rheine   | Duitsland | Bundesliga  | ?           | ?          |
| 2003/04 | FFC Heike Rheine   | Duitsland | Bundesliga  | 2           | 1          |
| 2004/05 | FFC Heike Rheine   | Duitsland | Bundesliga  | 5           | 4          |
| 2005/06 | FFC Heike Rheine   | Duitsland | Bundesliga  | 14          | 6          |
| 2006/07 | Fortuna Wormerveer | Nederland | Hoofdklasse | -           | -          |
| 2007/08 | FC Twente          | Nederland | Eredivisie  | 11          | 2          |
| 2008/09 | Willem II          | Nederland | Eredivisie  | 18          | 4          |

## Erelijst
FC Twente
- KNVB Beker: 2007/08

1 Weimar ·
2 Waldus ·
4 Verspaget ·
5 Obispo ·
6 Brandau ·
7 Teulings ·
8 Pijnenburg ·
9 Koopman ·
10 Van de Westeringh ·
11 Henry ·
14 De Graaf ·
15 Koga ·
16 Van Eijk ·
17 Van der Sluijs ·
18 Heij ·
19 Haesakkers ·
20 Szymczak ·
21 Van Bentem ·
23 Itamura ·
24 Baptiste ·
25 Van de Lavoir ·
26 De Paus ·
27 DellaPeruta ·
28 Hulswit ·
33 Van Kerkhoven ·
42 Buabadi ·
Coach: Torny
Assistent-coach: Pieters
Assistent-coach: Tjaden
Keeperstrainer: Van der Kaaij